# Somhairle MacGill-Eain
Somhairle MacGill-Eain o Somhairle MacGilleathain (en publicaciones más antiguas, en inglés: Sorley MacLean; Raasay, 26 de octubre de 1911 – Inverness, 24 de noviembre de 1996) fue uno de los poetas escoceses más importantes del siglo XX.

## Biografía
Nació el 26 de octubre de 1911 en Osgaig, en la isla de Raasay, donde se hablaba gaélico escocés como lengua materna. Asistió a la Universidad de Edimburgo y jugó shinty para el equipo universitario. Tras ganar una matrícula de honor, volvió a la Gàidhealtachd para trabajar como maestro. Al contrario de otros maestros, se esforzó por preservar la enseñanza del gaélico escocés en escuelas escocesas. 
De adolescente, MacGill-Eain dejó de creer en el presbiterianismo de su comunidad. Al igual que muchos intelectuales europeos de la época, llegó a simpatizar con la extrema izquierda. Muchas de sus obras se refieren a temas abiertamente políticos y los abordan. Sus tendencias políticas fueron claramente estalinistas hasta mediados de los 1940s, pero a pesar de ello nunca ingresó en el Partido Comunista de Gran Bretaña. También fue un hábil y delicado escritor de poesía amorosa.
Sirvió en el ejército británico en África del Norte durante la Segunda Guerra Mundial y fue herido en tres ocasiones, una de ellas durante la batalla de El Alamein.

## Poesía
Su poesía temprana era en inglés, pero tras escribir su primer poema en gaélico, A' Chorra-ghritheach («La garza»), decidió que tenía mucha más calidad que su poesía inglesa y optó seguir escribiendo en su lengua nativa. A mediados de los años 1930 era bien conocido como escritor en este idioma.
En noviembre de 1943, se publicó su primera colección de poemas: Dàin Eimhir agus Dàin Eile («Poemas a Eimhir y Otros Poemas»). Volvió a ser uno de los libros más importantes que se publicó en gaélico escocés en el siglo XX.
Su trabajo en poesía gaélica en una época en la que poquísimos escritores serios se sirvieron del gaélico escocés ha hecho que se lo viera como el padre del renacimiento gaélico escocés. Ayudó a fundar Sabhal Mòr Ostaig, la única universidad donde todas clases se enseñan mediante el gaélico escocés, en la Isla de Skye, y era un miembro del Consejo.
Su poesía articuló los delitos mundiales del siglo XX en gaélico escocés, y con ello modernizó y revivió la lengua. Trazó analogías claras y bien articuladas entre tales tragedias y actos de genocidio cultural como el desplazamiento forzado de población de las Tierras Altas escocesas de los siglos XVIII y XIX, y la violencia y la injusticia de acontecimientos actuales en otras partes, como Biafra y Ruanda.
Su trabajo más importante fue Hallaig, un poema que medita sobre la desolación que resultó del desplazamiento forzado de los gaélicos escoceses. El nombre del poema es el de un pueblo vaciado en la costa del este de su isla nativa, Raasay. Timothy Ordenado hizo un documental del mismo nombre en 1984; en ella, MacLean habla las influencias dominantes en su poesía. El documental también contiene comentario por Iain Crichton Smith y Seamus Heaney, pasos sustanciales del poema y otro trabajo y extractos de canción gaélica. Hallaig también forma parte de la letra de la ópera de Peter Maxwell-Davies, The Jacobite Rising («La rebelión jacobina»). En su álbum Bothy Cultura, Martyn Bennett usó grabaciones de la lectura de MacGill-Eathain mismo en inglés y en gaélico para una pista del mismo nombre.

## Vida personal
Se casó con Catherine (más conocida como Renee) Cameron, la hija de un obrero de Inverness, Kenneth Cameron. Tuvo tres hijas: Ishbel, Catrìona y Mary y seis nietos: Somhairle, Aonghas, Calum, Gilleasbuig, Catherine y Donald.
Fue el escritor en residencia en la Universidad de Edimburgo desde 1973 hasta 1975.
Falleció en Escocia el 24 de noviembre de 1996 debido a causas naturales.

## Premios y honores
En junio de 1987 le concedieron el honor de ser la primera llave de la ciudad de Skye y Lochalsh, con una ceremonia en Portree. Nombrado como primer Alumnus del Año de la Universidad de Edimburgo en 1990.
Somhairle MacGill-Eain está conmemorado en Makars' Court, fuera de The Writers' Museum, Lawnmarket, Edimburgo. The Writers' Museum, the Saltire Society y the Scottish Poetry Library hacen la selección por Makars' Court.

## Obras
- De Madera a Ridge Carcanet Press, 1989 en hardback y 1999 en paperback.
- Dàin do Eimhir Association for Scottish Literary Studies 2002. Birlinn 2008.
- An Cuilithionn 1939 Association for Scottish Literary Studies 2011.
- Sorley MacLean: Collected Poems. Polygon 2011.

### Antología
- Four Points of a Saltire, Reprographia 1971. MacAulay, Donald (Domhnall MacAmhlaigh) [ed] (1977). Nua-Bhàrdachd Ghàidhlig / Modern Scottish Gaelic Poems: A Bilingual Anthology. New Directions, New York. pp. 70–115: Am Mùr Gorm, Camhanaich, An Uair a Labhras mi mu Aodann, Cha do Chuir de Bhuaireadh riamh, Gaoir na h-Eòrpa, An Roghainn, Coin is Madaidhean-Allaidh, A' Chorra-Ghritheach, Hallaig, Coilltean Ratharsair, Ban-Gàidheal, Glac a' Bhàis, Latha Foghair, Aig Uaigh Yeats.